# 차엽
차엽(본명 : 김종엽, 1986년 1월 7일 ~ )은 대한민국의 
배우이다.

## 출연작

### 영화
- 《경관의 피》 (2022년) - 기 형사 역
- 《샤크: 더 비기닝》 (2021년) - 정상협 역
- 《가장 보통의 연애》 (2019년) - 엄마차 주인 역
- 《암전》 (2019년) - 차광배 역
- 《롱 리브 더 킹: 목포 영웅》 (2019년) - 근배 역 (우정출연)
- 《도어락》 (2018년) - 형사 1 역
- 《너의 결혼식》 (2018년) - 이택기 역
- 《프리즌》 (2017년) - 백정 역
- 《더 킹》 (2017년) - 유도남 역
- 《럭키》 (2016년) - 조감독 역
- 《굿나잇 미스터 리》 (2015년)
- 《18: 우리들의 성장 느와르》 (2014년) - 황현승 역
- 《설인》 (2013년) - 조 역
- 《의형제》 (2010년) - 재환 역
- 《살결》 (2007년) - 보드 소년 역
- 《소녀X소녀》 (2007년) - 영남 역
- 《누가 그녀와 잤을까?》 (2006년) - 승냥이 2 역

### 드라마
- 《커넥션》 (2024년, SBS) - 오치현 역
- 《도적: 칼의 소리》 (2023년, Netflix) - 금수 역
- 《인사이더》 (2022년, JTBC) - 김길상 역
- 《현재는 아름다워》 (2022년, KBS2) - 최성수 역
- 《어사와 조이》 (2021년, tvN) - 홍석기 역
- 《스위트홈》 (2020년, Netflix) - 민우 역
- 《트레인》 (2020년, OCN) - 이성욱 역
- 《스토브리그》 (2019년, SBS) - 서영주 역
- 《구해줘 2》 (2019년, OCN) - 수호 역
- 《너도 인간이니?》 (2018년, KBS2) - 로보캅 (성유리) 역
- 《스위치 - 세상을 바꿔라》 (2018년, SBS) - 고기봉 계장 역
- 《왕은 사랑한다》 (2017년, MBC) - 병수 역
- 《아임 쏘리 강남구》 (2016년, SBS) - 김종대 역
- 《응답하라 1988》 (2015년, tvN) - 쌍문고 3학년 선배 미친개 역
- 《이혼변호사는 연애중》 (2015년, SBS) - 조유상 역
- 《오! 마이 레이디》 (2010년, SBS)
- 《물병자리》 (2008년, SBS) - 서민재 역
- 《시리즈 다세포 소녀》 (2006년, Super Action) - 외눈박이 역
- 《드라마시티 - 유쾌한 유필만》 (2005년, KBS2)